# 蛇含委陵菜
蛇含委陵菜（学名：Potentilla kleiniana）为蔷薇科委陵菜属下的一个种。

## 扩展阅读
- 維基物種上的相關：蛇含委陵菜